# ドイチェ・フースバルマイスターシャフト1943-1944
ドイチェ・フースバルマイスターシャフト 1943-1944は、ドイツ国で開催された第37回目のサッカー全国大会である。ドレスナーSCが連覇し、2回目のドイチャー・フースバルマイスターの座に就いた。

## 概要
ドイチェ・マイスターシャフト1943-1944は何とか完結したものの、多大な困難が伴った。第二次世界大戦に起因する劣悪な交通事情、徴兵による選手不足、物資欠乏による用具不足、激化する空襲により、正常な大会運営はますます難しくなっていた。多数のクラブがシーズン途中にリタイアし、順位表から削除されて当該対戦結果が無効化された。いくつかのガウリーガではすべての試合が消化されず、グループ勝者・大管区王者が決まった後でまたやり直される、という混乱も発生した。
大会方式を簡略化するため、多くのスポーツ地域がさらに小さな地域に細分化された。ズュートハノーファー=ブランシュヴァイクとヴェーザー=エムスから、さらにオストハノーファーが分割。ズデーテンラントからベーメン=メーレンを分割、これにてスポーツ地域とガウリーガの数は過去最大の31まで増えた。
かかる多大な困難・混乱にもかかわらず本大会は最後まで行われたが、しかしカップ戦のチャマーポカール1944は本大会前に打ち切られている。
第二次大戦期最後のドイチャーマイスターはドレスデナーSC、決勝では空軍クラブのLSVハンブルクに4-0で完勝し、昨季に続く連覇でドイツ王座を防衛した。LSVハンブルクは、第二次大戦中に創設され台頭した軍隊系クラブの典型だった。1942年創設でガウリーガ参加もつい最近でありながら、チャマーポカール1943に優勝し、DM決勝にも進出した。そのレギュラークラスは徴兵によって入団した有力選手、いわゆるクリークスガストシュピーラーで占められていた。
また、ベスト4の一角にガウリーガ・ポンメルン王者の陸軍系クラブ、HSVグロース・ボルンが食い込んだ。このクラブはHSVフベルトゥス・コルベルクの移動によってできたのだが、当初はシュトルプとシュテティーンのクラブの陰に隠れていたので、この大会でポンメルン勢史上最高成績を残したのは、意外な事だった。

## 出場クラブ[2]
| クラブ                                         | 出場資格                                                           |
| VfBケーニヒスベルク                            | → ガウリーガ・オストプロイセン1943-1944優勝                        |
| ヘーレスSVグロース・ボルン                     | → ガウリーガ・ポンメルン1943-1944優勝                              |
| ヘルタBSC                                      | → ガウリーガ・ベルリン=ブランデンブルク1943-1944優勝               |
| ゲルマニア・ケーニヒスヒュッテ                 | → ガウリーガ・オーバーシュレージエン1943-1944優勝                  |
| STCヒルシュベルク                              | → ガウリーガ・ニーダーシュレージエン1943-1944優勝                  |
| ドレスナーSC                                   | → ガウリーガ・ザクセン1943-1944優勝                                |
| SVデッサウ05                                   | → ガウリーガ・ミッテ1943-1944優勝                                  |
| ホルシュタイン・キール                         | → ガウリーガ・シュレースヴィヒ=ホルシュタイン1943-1944優勝         |
| ルフトヴァッフェンSVハンブルク                 | → ガウリーガ・ハンブルク1943-1944優勝                              |
| ルフトヴァッフェンSVレーリク                   | → ガウリーガ・メクレンブルク1943-1944優勝                          |
| ヴィルヘルムスハーフェン05                     | → ガウリーガ・ヴェーザー=エムス1943-1944優勝                       |
| ヴェーアマハトSVツェレ                         | → ガウリーガ・オストハノーファー1943-1944優勝                      |
| アイントラハト・ブラウンシュヴァイク           | → ガウリーガ・ズュートハノファー=ブラウンシュヴァイク1943-1944優勝 |
| FCシャルケ04                                   | → ガウリーガ・ヴェストファーレン1943-1944優勝                      |
| KSG デュイスブルガーSpV/TuSデュイスブルク48/99 | → ガウリーガ・ニーダーライン1943-1944優勝                          |
| KSG VfLケルン1899/SpVggシュルツ                | → ガウリーガ・ケルン=アーヘン1943-1944優勝                         |
| ボルシア・フルダ                               | → ガウリーガ・クールヘッセン1943-1944優勝                          |
| TuSノイエンドルフ                              | → ガウリーガ・モーゼルラント1943-1944優勝                          |
| キッカース・オッフェンバッハ                   | → ガウリーガ・ヘッセン=ナッサオ1943-1944優勝                       |
| KSG FVザールブリュッケン/SCアルテンカッセル    | → ガウリーガ・ヴェストマルク1943-1944優勝                          |
| VfRマンハイム                                  | → ガウリーガ・バーデン1943-1944優勝                                |
| FCミュールハウゼン93                           | → ガウリーガ・エルザス1943-1944優勝                                |
| 1.ゲッピンガーSV                               | → ガウリーガ・ヴュルテンブルク1943-1944優勝                        |
| 1.FCニュルンベルク                             | → ガウリーガ・ノルトバイエルン1943-1944優勝                        |
| FCバイエルン・ミュンヘン                       | → ガウリーガ・ズュートバイエルン1943-1944優勝                      |
| NSTGブリュックス                               | → ガウリーガ・ズデーテンラント1943-1944優勝                        |
| ミリテールSVブリュン                           | → ガウリーガ・ベーメン=メーレン1943-1944優勝                       |
| ファースト・ヴィエナFC1894                     | → ガウリーガ・ドナオ=アルペンラント1943-1944優勝                   |
| ルフトヴァッフェンSVダンツィヒ                 | → ガウリーガ・ダンツィヒ=ヴェストプロイセン1943-1944優勝           |
| BSGSDWポーゼン                                 | → ガウリーガ・ヴァルテラント1943-1944優勝                          |
| LSVメルダース・クラカオ                        | → ガウリーガ・ゲネラールガヴァメント1943-1944優勝                  |

## 一回戦
- 会場：アルベルト=フォルスター=シュタディオン (ダンツィヒ)、シュタットプラッツ (ノイシュテティーン（ドイツ語版）)、シュタットプラッツ・ファイゲンムント (ヒルシュベルク・イム・リーゼンゲビルゲ)、シュタディオン・アム・オストラゲヘーゲ (ドレスデン)、ホルシュタイン=シュタディオン (キール)、シュタディオン・ホーエルフト (ハンブルク)、アイントラハト=シュタディオン (ブラウンシュヴァイク)、グリュックアウフ=カンプフバーン (ゲルゼンキルヘン)、ラートレンバーン (ケルン)、シュターディオン・ブルツヴァイラー (ミュールハウゼン)、アドルフ=ヒトラー=カンプフバーン (シュトゥットガルト)、シュターディオン (マンハイム)、パレートラー・シュトラーセ (ブリュックス)、ブリュン某所、クラカウ某所、シュタディオン・アム・ゲズントブルネン (ベルリン)
- ボルシア・フルダは一回戦シード。

| チーム #1                            | スコア | チーム #2                      |
| ------------------------------------ | ------ | ------------------------------ |
| 1944年4月16日                        |        |                                |
| LSVダンツィヒ                        | 0–0    | ヘルタBSC                      |
| HSVグロース・ボルン                  | 6–4    | LSVレリック                    |
| STCヒルシュベルク                    | 7–0    | SDWポーゼン                    |
| ドレスデナーSC                       | 9–2    | ゲルマニア・ケーニヒスヒュッテ |
| LSVハンブルク                        | 4–0    | WSVツェレ                      |
| アイントラハト・ブラウンシュヴァイク | 1–2    | ヴィルヘルムスハーフェン05     |
| FCシャルケ04                         | 5–0    | TuSノイエンドルフ              |
| KSGケルン＝シュルツ                  | 0–2    | KSGデュースブルク              |
| FCミュールハウゼン                   | 4–2    | キッカース・オッフェンバッハ   |
| 1.ゲッピンガーSV                     | 3–5    | KSGザールブリュッケン          |
| VfRマンハイム                        | 2–1    | FCバイエルン・ミュンヘン       |
| NSTGブリュックス                     | 0–8    | 1.FCニュルンベルク             |
| MSVブリュン                          | 3–6    | ファースト・ヴィエナFC1894     |
| SVデッサオ05                         | 2–3    | ホルシュタイン・キール         |
| LSVメルダース・クラカオ              | 1–4    | VfBケーニヒスベルク            |

### 再試合
| チーム #1     | スコア | チーム #2     |
| ------------- | ------ | ------------- |
| 1944年4月23日 |        |               |
| ヘルタBSC     | 7–1    | LSVダンツィヒ |

## ラウンドオブ16
会場：フリートレンダー・トーアプラッツ (ケーニヒスベルク)、プラター・シュタディオン (ヴィーン)、シュタディオン・アム・ゲズントブルネン (ベルリン)、シュタデイオン・ヨハンニサウ (フルダ)、マリーネシュポルトプラッツ (ヴィルヘルムスハーフェン)、ヴェダオシュタディオン (デュースブルク)、シュタディオン・キーゼルフメス (ザールブリュッケン)、シュテーティッシェス・シュタディオン (ニュルンベルク)、シュタディオン・ホーエルフト (ハンブルク)
| チーム #1                | スコア | チーム #2              |
| ------------------------ | ------ | ---------------------- |
| 1944年5月7日             |        |                        |
| VfBケーニヒスベルク      | 3–10   | HSVグロース・ボルン    |
| ファースト・ヴィエナFC   | 5–0    | STCヒルシュベルク      |
| ヘルタBSC                | 4–2    | ホルシュタイン・キール |
| ボルシア・フルダ         | 2–9    | ドレスナーSC           |
| ヴィルヘルムスハーフェン | 1–1    | LSVハンブルク          |
| KSGデュースブルク        | 2–1    | FCシャルケ04           |
| KSGザールブリュッケン    | 5–3    | FCミュールハオゼン93   |
| 1.FCニュルンベルク       | 3–2    | VfRマンハイム          |

### 再試合
会場：マリーネシュポルトプラッツ
| チーム #1     | スコア | チーム #2                  |
| ------------- | ------ | -------------------------- |
| 1944年5月14日 |        |                            |
| LSVハンブルク | 4–2    | ヴィルヘルムスハーフェン05 |

## 準々決勝
会場：リヒャルト=リンデマン=シュポルトプラッツ (シュテティーン)、シュタディオン・ホーエルフト (ハンブルク)、シュタディオン・キーゼルフメス (ザールブリュッケン)、シュタディオン・アム・オストラゲヘーゲ (ドレスデン)
| チーム #1             | スコア | チーム #2                  |
| --------------------- | ------ | -------------------------- |
| 1944年5月21日         |        |                            |
| ドレスデナーSC        | 3–2    | ファースト・ヴィエナFC1894 |
| KSGザールブリュッケン | 1–5    | 1.FCニュルンベルク         |
| HSVグロース・ボルン   | 3–2    | ヘルタBSC                  |
| LSVハンブルク         | 3–0    | KSGデュイスブルク          |

## 準決勝
| LSVハンブルク                  | 3 – 2    | HSVグロース・ボルン                  |
| ------------------------------ | -------- | ------------------------------------ |
| Mühle 7分, 30分 · Gornick 19分 | レポート | プレーナー 59分 · ゾルト 63分 (pen.) |

| ドレスナーSC                                        | 3 – 1    | 1.FCニュルンベルク  |
| --------------------------------------------------- | -------- | ------------------- |
| Voigtmann 4分 · Machate 26分 · シェーン 73分 (pen.) | レポート | Hettner 44分 (pen.) |

## 三位決定戦
| 1.FCニュルンベルク | 中止 | HSVグロース・ボルン |
| ------------------ | ---- | ------------------- |
|                    |      |                     |

## 決勝
| ドレスデナーSC                                                | 4 – 0    | LSVハンブルク |
| ------------------------------------------------------------- | -------- | ------------- |
| フォイクトマン 20分 · シャッファー 50分, 85分 · シェーン 60分 | レポート |               |

| ドレスナーSC       |  |                                         |
|                    |  |                                         |
|                    |  | ヴィリバルト・クレース                  |
|                    |  | ハインツ・ヘンペル                      |
|                    |  | フリッツ・ベーグラー                    |
|                    |  | ヘルムート・シューバート (サッカー選手) |
|                    |  | ヴァルター・ジューア                    |
|                    |  | ルディ・フォイクトマン                  |
|                    |  | ヘルムート・シェーン                    |
|                    |  | ハインリヒ・シャファー                  |
|                    |  | ヘアバート・ポール (サッカー選手)       |
|                    |  | フリッツ・マーヒャテ                    |
|                    |  | リヒャート・ホフマン                    |
| 監督               |  |                                         |
| ゲオーク・ケーラー |  |                                         |

| LSVハンブルク                   |  |                                  |
|                                 |  |                                  |
|                                 |  | ヴィリー・ユーリゼン             |
|                                 |  | ラインホルト・ミュンツェンベアク |
|                                 |  | カール・ミュラー (サッカー選手)  |
|                                 |  | ハインリヒ・ゲアトナー           |
|                                 |  | ヴァルター・オクス               |
|                                 |  | ハインツ・ミューレ               |
|                                 |  | ローバート・ゲープハート         |
|                                 |  | フリッツ・ツァーン               |
|                                 |  | ヤーコプ・ロッツ                 |
|                                 |  | ルートヴィヒ・ヤンダ             |
|                                 |  | ヴィリ・ゴーニック               |
| 監督                            |  |                                  |
| カール・ヘーガー (サッカー選手) |  |                                  |

|  |  |

第三帝国最後のドイチェ・マイスターシャフト決勝戦は、連覇を狙うドレスデナーSCと空軍クラブのルフトヴァッフェンSVハンブルクが対戦し、大方の予想通り王者が4－0で圧勝した。大戦末期最強であったドレスナーは技術的に完成され成熟したサッカーを見せ、対するLSVハンブルクはフィジカルと闘志で対抗した。全体的に、ドレスデナー攻撃陣の華麗かつ連続的な動きが目立つゲームであり、多数の決定機創出は特に後半の3ゴールで報われた。65000または70000人の観衆の期待は満たされた。彼らは90分間白熱したハイクオリティな戦いを目撃したからである。
前半19分にはドレスナーのクレバーな右ウイングFWルディ・フォイクトマンが先制点を決め、彼は50分に追加点もマークしている 。61分、スコアを3－0とする得点を決めたのはヘルムート・シェーン。ここで試合は実質的に決まってしまったが、終了五分前にハインリヒ・シャッファーが更なる駄目押しゴール。そしてペーター・トロンペッター主審の長い笛とともに、ドレスデナーSCが連覇を決めた。